# Flamenco
Der Flamenco ist ein seit dem 19. Jahrhundert populäres Kunstgenre aus Andalusien und angrenzenden Regionen, dessen Repertoire aus Liedern und Tänzen sich durch eine charakteristische Vortragsart auszeichnet, deren Wirkung insbesondere im Tanz durch eine typische Flamencokleidung und in der Gitarrenbegleitung durch bestimmte Rhythmen und Techniken ergänzt wird. Seit 2010 gehört der Flamenco zum Immateriellen Kulturerbe.

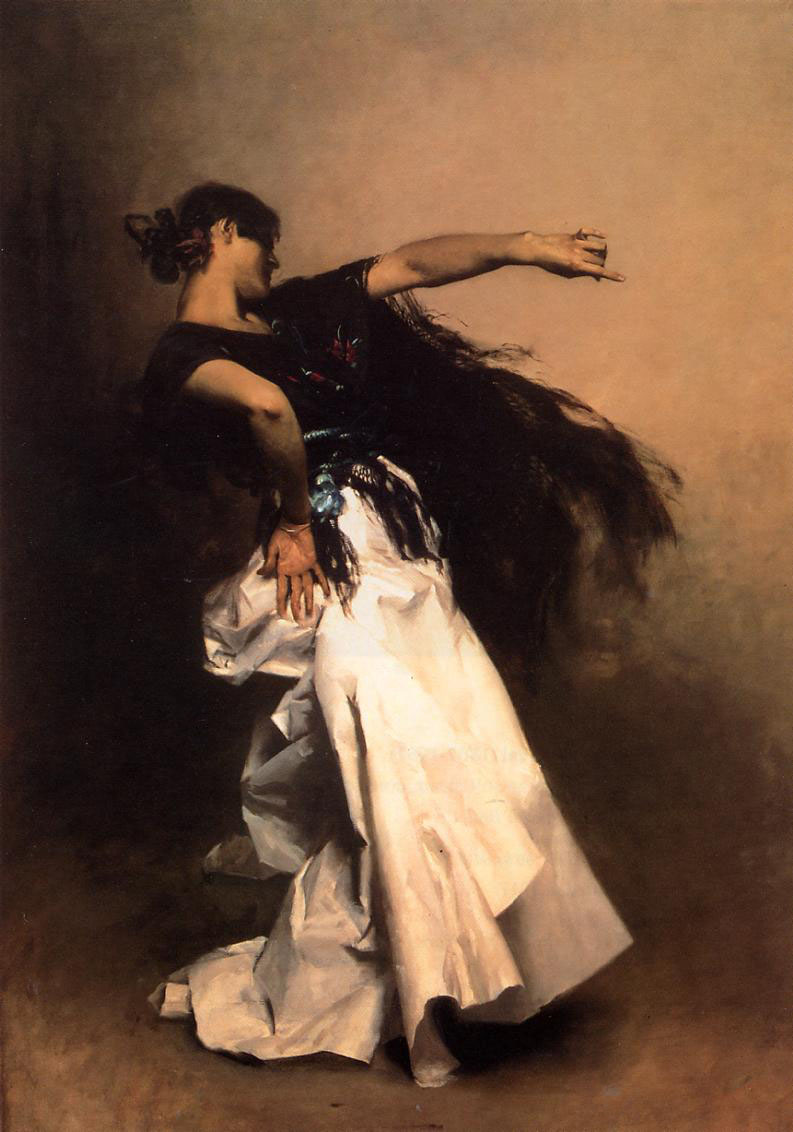
John Singer Sargent: Spanische Tänzerin, um 1880

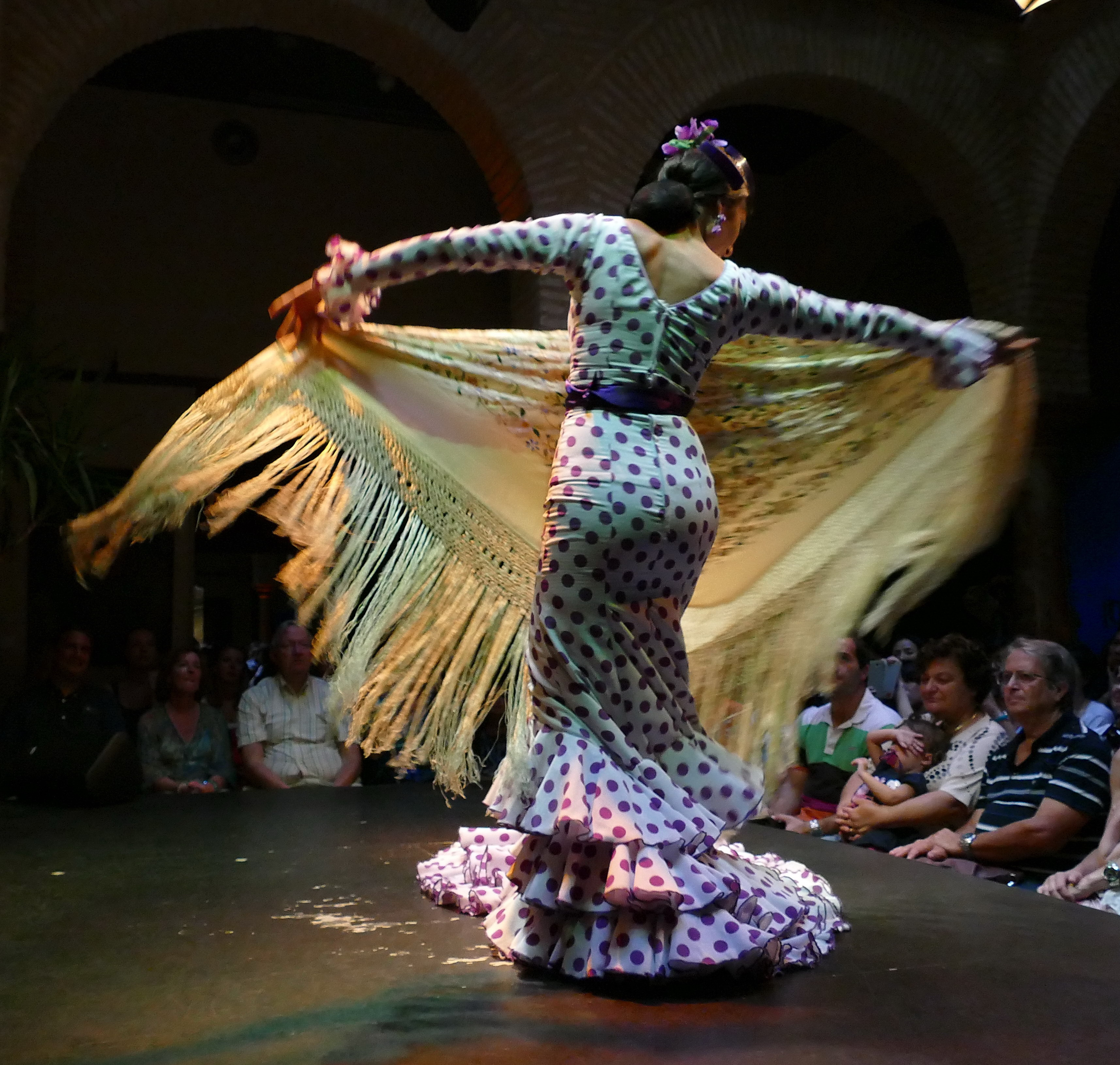
Flamencotänzerin im Museo del baile flamenco in Sevilla (2014)

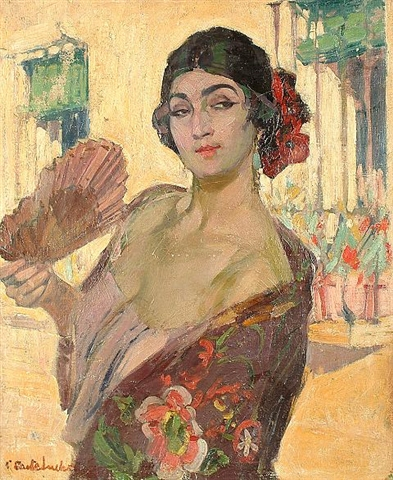
Claudio Castelucho: Flamenco

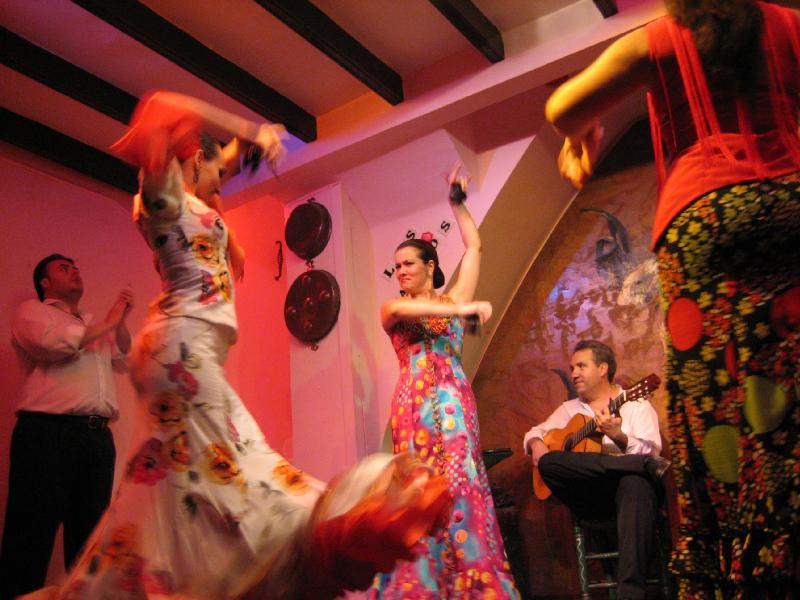
Flamenco-Gruppe, Sevilla (2006)

## Gebrauch und Herkunft der Bezeichnung
Das Wort flamenco hat im spanischen Sprachraum mehrere Bedeutungen mit teilweise unterschiedlichen etymologischen Ableitungen und lässt sich als Oberbegriff für ein populäres Kunstgenre und das damit verbundene Milieu ab der Mitte des 19. Jahrhunderts nachweisen. Zunächst wurde der Plural „Flamencos“ als Synonym für die spanischen, insbesondere andalusischen Gitanos verwendet, im weiteren Verlauf etablierte sich ein adjektivischer Gebrauch in Wortkombinationen wie Cante flamenco, bevor es im Singular „Flamenco“ im Verlauf des 20. Jahrhunderts zur international gebräuchlichen Genrebezeichnung wurde.

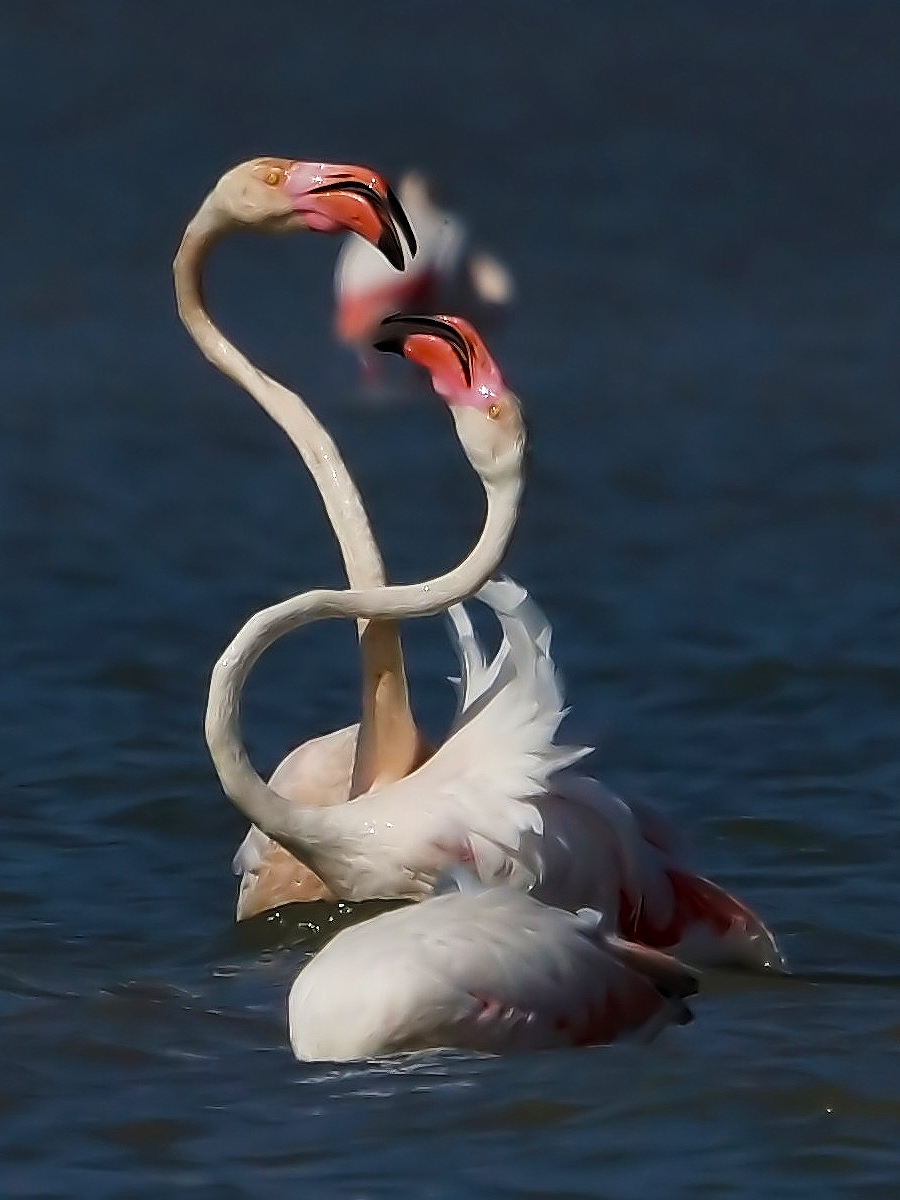
Flamingos (spanisch Flamencos) beim Paarungstanz.

Zu Herkunft und Gebrauch des Begriffs gibt es zahlreiche, teilweise durch ihren spekulativen Charakter umstrittene Hypothesen.
- Flamenco (von spanisch flamenco ‚flämisch‘ bzw. ‚Flame‘; von niederländisch vlaming[7]) ist ursprünglich die spanische Bezeichnung für einen Bewohner der Spanischen Niederlande. Die Bezeichnung erfuhr einen Bedeutungswandel, wobei sich flamenco nunmehr nicht mehr auf die vermutete Herkunft oder eine äußerliche Andersartigkeit bezog, sondern auf ein Verhalten, das man als „frech, laut, anmaßend“ empfand.[8]
- Flamenco (spanisch; von portugiesisch flamingo, dieses von lateinisch flamma ‚Flamme‘, spanisch flama, provenzalisch flamenc[9]) als Bezeichnung für einen Vogel aus der Familie der Flamingos. Der Ethnologe Francisco Rodríguez Marín nahm an, die Übertragung der Bezeichnung auf die Interpreten des Flamenco rühre von den an die Silhouette von Flamingos gemahnenden Trachten der seit jeher dem Flamencomilieu eng verbundenen Stierkämpfer und  Señoritos, den müßiggehenden Landbesitzern her.[10] Nicht nur die Existenz großer Flamingo-Kolonien im Mündungsgebiet des Guadalquivir und der Laguna de Fuente de Piedra in der Provinz Málaga, sondern auch einige Verhaltensweisen der Tiere bei der Futtersuche[11] und beim Balzverhalten,[12] die an typische Bewegungsmuster im Flamencotanz erinnern, das Auftreten in Gruppen und ihre eher krächzend als melodisch empfundenen Laute lassen diese lange vernachlässigte Herkunftsdeutung im Licht neuerer vogelkundlicher Dokumentationen als durchaus plausibel erscheinen.[13]
- Flamenco als phonetisch korrumpierte Form eines angeblich arabischen Ausdrucks für „vertriebener Landarbeiter“. Diese Deutung stammt von Blas Infante (1885–1936), der die voranstehend aufgeführten Wortdeutungen entschieden verwirft und als Wortursprung felah-mengu[14] anführt.[15] Der Autor sieht in den Ursprüngen des Flamenco eine Reaktion auf die Vertreibung der andalusisch-maurischen Landbevölkerung aus den Regionen Granada und Valencia zu Beginn des 17. Jahrhunderts in Folge der repressiven Politik von Philipp III. Die Theorie Infantes, die ideologisch auf der Idee eines arabisch-andalusischen, die Territorien Andalusiens und Spanisch-Marokkos auch politisch zu vereinigenden Kulturraums beruht, wurde in der Folgezeit zwar immer wieder im konservativen Flamencoschrifttum kolportiert[16], sie wird jedoch in der modernen Kultur- und Flamencoforschung als „spekulativ, dubios und pseudo-philologisch“[17] abgelehnt.

## Geschichte des Flamenco
Die Entstehung des Flamenco zu Beginn des 19. Jahrhunderts ist mit der historischen, sozialen und kulturellen Entwicklung der südspanischen Region Andalusien verbunden. Seit den ersten Manifestationen des Flamenco spielt dabei die Bevölkerungsgruppe der andalusischen Gitanos eine herausragende Rolle, wobei die über Jahrzehnte im Flamencodiskurs trotz teilweise heftiger Kontroversen dominierende These, die Gitanos seien die alleinigen Schöpfer des Genres, seit den 1990er Jahren nur noch von wenigen Autoren vertreten wird. So stellte der Romanist Hugo Schuchardt bereits 1881 aufgrund sprachlicher Untersuchungen fest, die Texte der Flamencogesänge seien nicht als originäre Schöpfungen der Gitanos zu betrachten, sondern „zigeunerhafte“ Produkte einer Anfang des 19. Jahrhunderts in den andalusischen Städten aufkommenden Modewelle, die von Sprache, Attitüde und Kleidung der Gitanos inspiriert war.

### Probleme und Positionen der Forschung zur Geschichte des Flamenco
In einer ersten Phase der Flamencoforschung (ca. 1870 bis ca. 1970), der überwiegend von Liebhabern (spanisch aficionados) aus Schriftsteller- und Journalistenkreisen getragenen „Flamencologie“ (spanisch flamencología), entstanden zahlreiche Theorien zum Ursprung des Flamenco. Diese waren aufgrund eines inhaltlich einseitigen und methodisch unzulänglichen Umgangs mit den nur spärlich vorhandenen Quellen jedoch meist spekulativer Natur, konnten aber dessen ungeachtet bis in die Gegenwart die öffentliche Wahrnehmung des Flamenco entscheidend mitprägen.
Der Jurist und Philologe Antonio Machado y Álvarez, genannt Demófilo, gehört als einer der Mitbegründer der spanischen Folkloreforschung zur ersten Generation von Autoren, die sich im ausgehenden 19. Jahrhundert nicht nur der Sammlung von Flamenco-Versen widmete, sondern sich ebenso mit den Fragen des Ursprungs, des sozialen Umfeldes und den künstlerischen Perspektiven des Flamenco beschäftigte.
Im Jahr 1958 gründete eine Gruppe andalusischer Autoren, Journalisten und Künstler in Jerez de la Frontera unter der Zielsetzung der Erforschung, Förderung und Verbreitung der Flamencokunst und der andalusischen Folklore die Cátedra de Flamencología y Estudios Folklóricos Andaluces, aus der 1993 das Centro Andaluz de Flamenco hervorging.
Allerdings konnte sich in Spanien erst nach dem Ende der Franco-Diktatur im Verlauf der 1980er Jahre eine an modernen wissenschaftlichen Standards orientierte Forschungstätigkeit entwickeln, deren führende Vertreter sich durch eine dem Forschungsfeld angemessene Kompetenz und interdisziplinäre Vernetzung explizit um eine Abgrenzung von den überwiegend laienhaften Aktivitäten der „traditionellen Flamencología“ bemühen.
Obwohl die jüngere Forschung zur Genese des Flamenco die Annahmen der „traditionellen Flamencologie“ in zahlreichen Fällen nicht bestätigen konnte oder sogar widerlegt hat, werden deren – in den Worten des Grazer Soziologen und Flamencoforschers Gerhard Steingress – „spekulative Überlegungen und Mystifizierungen“ vor allem in der populärwissenschaftlichen Literatur kolportiert.
So ergibt sich für die Geschichte des Flamenco ein uneinheitliches, von zahlreichen wissenschaftlichen und ideologischen Kontroversen bestimmtes Bild.

#### Theorien zu den musikalischen Ursprüngen des Flamenco
Obwohl sich vor dem ausgehenden 18. Jahrhundert keine musikalisch verwertbaren Quellen zu möglichen Frühformen des Flamenco auffinden lassen, gibt es Autoren, die von einer sich über mehrere Jahrhunderte erstreckenden Entwicklungsgeschichte ausgehen und Einflüsse unter anderem der byzantinischen, arabischen, indischen und jüdischen Musik auf die Entstehung des Flamenco vermuten.
- Präromanische Ursprünge: Einige lateinische Autoren erwähnen, dass bei den römischen Festen Tänzerinnen aus Gades, dem heutigen Cádiz, auftraten (puellae gaditanae, „Mädchen aus Cádiz“). Sie begleiteten ihre Darbietungen mit Klappern, die Vorläufer der Kastagnetten, was manche Autoren zu der Annahme veranlasste, dass Elemente tartessischer Tänze im traditionellen Flamenco-Tanz überlebt haben könnten.

- Al-Andalus und maurische Einflüsse: Nach der Eroberung der Halbinsel durch nordafrikanische und arabische Heere im Verlauf des achten Jahrhunderts entstand auf spanischem Boden unter islamischer Herrschaft eine eigenständige Kultur, die sich vor allem in den südlichen Regionen des Landes zur vollen Blüte entwickelte, und zu der ein von vielfältigen Einflüssen geprägtes musikalisches Leben gehörte. Während sich nach der Eroberung (reconquista ‚Rückeroberung‘) dieser Gebiete durch die christlichen Königreiche Nord- und Zentralspaniens Elemente der arabisch-andalusischen Musikkultur bis in die Gegenwart in Nordafrika erhalten haben, ist ihr Einfluss auf die Musik Spaniens unter Musikwissenschaftlern umstritten. So vertrat der Musikethnologe Marius Schneider die These, der arabische Einfluss hätte sich auf das gesellschaftliche Leben und die Poesie beschränkt, während die arabische Musik ihrerseits von anderen Kulturen beeinflusst worden sei.[23]
So gibt es einerseits überregionale, wenig spezifische musikalische Ähnlichkeiten mit der Musik des östlichen Mittelmeerraumes, andererseits entstanden auf andalusischem Boden als eigenständig zu bezeichnende Gattungen der Poesie, die sich von den klassischen arabischen qasidas unterschieden: Der zéjel, die moaxaja und besonders die jarcha sind Strophenformen der ältesten romanischen Lyrik, in denen einige Autoren strukturelle Ähnlichkeiten mit manchen der coplas flamencas gefunden haben wollen.

- Jüdische Einflüsse: Die gelegentlich vertretenen Hypothesen über Beziehungen zwischen einigen Flamencostilen und der Musik der spanischen Juden, die sich nach deren Vertreibung in Folge der durch die Eroberung Granadas 1492 abgeschlossenen Reconquista teilweise im Repertoire der ausgewanderten Sephardim erhalten hat, sind in Ermangelung verwertbarer Quellen nicht ausreichend fundiert. So stützen sich z. B. Mutmaßungen zum jüdischen Ursprung der Peteneras lediglich auf einen einzigen, nicht vor dem Ende des 19. Jahrhunderts im Flamencorepertoire nachweisbaren Liedtext über den romantischen Topos der „schönen Jüdin“ (¿Dónde vas bella judía …?). Auch der Umstand, dass es sich bei den Peteneras wahrscheinlich um ein populäres Genre mexikanischen Ursprungs handelt, das in den späten 1880er Jahren zum Modetanz der Sevillaner Tanzakademien wurde,[24] spricht gegen einen unmittelbaren hispano-jüdischen Einfluss.

Im Gegensatz zu den voranstehend genannten, von zahlreichen Autoren in Ermangelung aussagekräftiger Quellen als spekulativ abgelehnten Ursprungstheorien besteht ein weitgehender Konsens bezüglich der historisch jüngeren Einflusse auf das aktuelle Repertoire des Flamenco.
- Hispanoamerikanischer und afrikanischer Einfluss: Die Anwesenheit afrikanischer Sklaven in Sevilla und Cádiz, den beiden Zentren des Überseehandels mit den amerikanischen Kolonien, ist ab dem 15. Jahrhundert belegt. In Cádiz betrug deren Bevölkerungsanteil bis zu 20 %, im benachbarten Sanlúcar de Barrameda teilweise fast 50 %.[25] Dieser Umstand ist in den letzten Jahrzehnten zunehmend in den Fokus der modernen Flamencoforschung geraten und hat zu der Fragestellung geführt, ob die Einflüsse der schwarzafrikanischen Kulturen auf die spanische Musik nicht größer waren, als bisher angenommen wurde. So vermuten z. B. einige Forscher in der Etymologie und in der polymetrischen Struktur der Tanguillos de Cádiz direkte Einflüsse der in Cádiz und Umgebung lebenden afrikanischstämmigen Bevölkerungsteile, die dort nach der offiziellen Abschaffung der Sklaverei im Jahr 1837 noch verblieben waren. Parallel entwickelten sich in den spanischen Kolonien, insbesondere auf Kuba, aus dem spanischen, häufig andalusischen Liedgut und der Musizierpraxis der Bevölkerungsteile afrikanischer und indigener Abstammung eigenständige Genres, die auch im spanischen Mutterland populär wurden, wie der punto cubano, ein Vorläufer der Guajira, die Habanera und die Rumba. Einige dieser durch kulturellen Austausch entstandenen Hybridformen haben unter der Sammelbezeichnung cantes de ida y vuelta („Gesänge des Hin- und Rückwegs“) Eingang in das Flamencorepertoire gefunden.

- Nordspanischer Einfluss: Während des Unabhängigkeitskrieges wurde Cádiz als Hauptstadt des widerständischen Spaniens zu einem Sammelpunkt der Truppenteile aus unterschiedlichen Regionen des Landes, so dass das lokale Liedrepertoire eine Beeinflussung durch die Musik anderer Landesteile, insbesondere der nordspanischen Jota aus den Regionen Aragón und Navarra erfuhr, deren Thematik, Tonalität und Form sich in den Alegrías nachweisen lassen.

### Der Flamenco bis zum ausgehenden 19. Jahrhundert
Die im Verlauf des 19. Jahrhunderts entstandenen Schriftzeugnisse in Form literarischer Texte, wie den 1847 veröffentlichten Escenas Andaluzas, rezeptionsgeschichtlich bedeutsamer Zeitungsartikel und musikalischer Quellen, wie den ersten Sammlungen volkstümlicher Musik und Kompositionen „im andalusischen Genre“, z. B. von Julián Arcas (1832–1882), geben Anlass zu der Annahme, dass der Zeitraum zwischen 1830 und 1880 eine der historisch wichtigsten Entwicklungsphasen des Flamenco markiert. Nach Ansicht einiger Autoren spielte das soziale Umfeld der Sevillaner Stadtteile Macarena und Triana (Sevilla) in diesem Entwicklungsprozess eine besondere Rolle.
Das ebenfalls bereits im 19. Jahrhundert auch außerhalb Spaniens, unter Einfluss der europäischen Romantik einsetzende Interesse an der andalusischen Kultur, und somit die Nachfrage nach Aufführung und Verbreitung des Flamenco, wurde nicht zuletzt durch Reisende aus Europa und den USA sowie Dichter und Journalisten befördert.

Die Erschießung der Aufständischen in Madrid am 8. Mai 1808 (Gemälde von Francisco Goya, Ausschnitt)

#### Der Spanische Unabhängigkeitskrieg als politischer und kulturgeschichtlicher Hintergrund
Die Besetzung von Teilen Spaniens durch französische Truppen führte zu einer langen militärischen Auseinandersetzung, die als Spanischer Unabhängigkeitskrieg von 1808 bis 1813 andauerte.
Der militärischen und ideologischen Konfrontation mit dem aufgeklärten Franzosentum wurde die Gestalt des majo entgegengestellt, der insbesondere im romantisch idealisierten Typus des andalusischen Zigeuners das Vorbild seines Individualismus zu erkennen glaubte. In diesem Umfeld trat die Mode des Zigeunerischen und des Gesangs „nach Art der Zigeuner“ ihren Siegeszug an.

#### Die Cafés cantantes

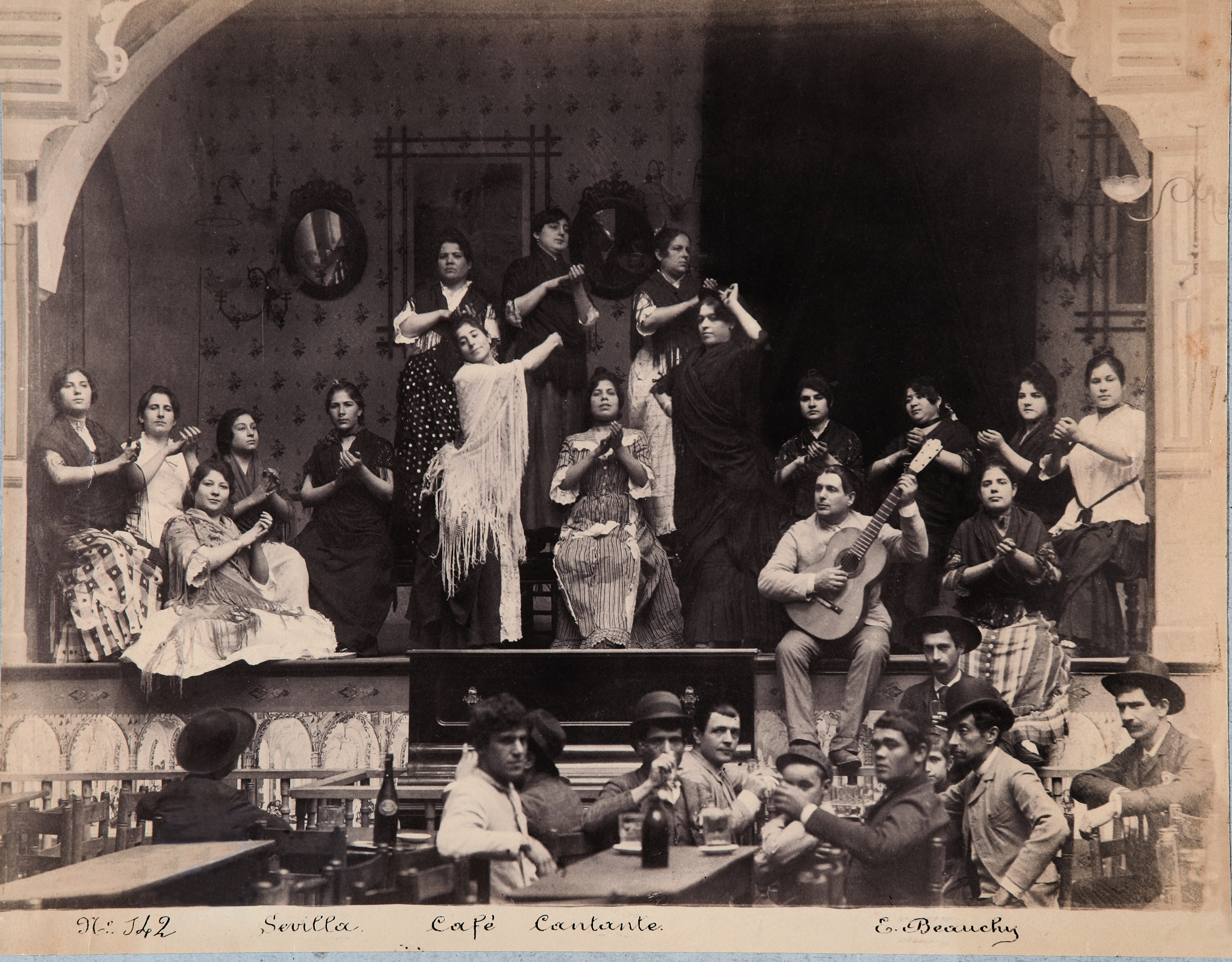
Café cantante in Sevilla (Emilio Beauchy, ca. 1885)

Der Sänger Silverio Franconetti gilt als einer der stilprägenden Flamencosänger des ausgehenden 19. Jahrhunderts. Er eröffnete 1871 in Sevilla gemeinsam mit Manuel Ojeda, genannt El Burrero, eines der ersten Cafés cantantes. Dabei handelte es sich um eine spanische Variante des Varieté, in dem die Zuschauer Getränke zu sich nehmen und gleichzeitig das musikalische Spektakel genießen konnten.

In den Flamenco-Cafés entwickelte sich Gesang, Tanz und Gitarrenspiel zu einer professionellen Kunst, mit der die Künstler ihren Lebensunterhalt bestreiten konnten. Gleichzeitig waren sie der Schmelztiegel für die verschiedenen Formen der Flamenco-Kunst.

### Der Flamenco seit dem 20. Jahrhundert
Unter der Diktatur Francos war Spanien nach dem Zweiten Weltkrieg wirtschaftlich und außenpolitisch isoliert.
Durch Spaniens geopolitisch bedeutsame Lage und den rigiden Antikommunismus seiner Regierung kam es vor dem Hintergrund des Kalten Krieges im Verlauf der 1950er Jahre zu einer Annäherungen zwischen den USA und dem Franco-Regime. Damit verbunden war eine außenpolitische Öffnung des Landes, die Spanien zu einem attraktiven Ziel für ausländische Gäste machte.

#### Die Tablaos

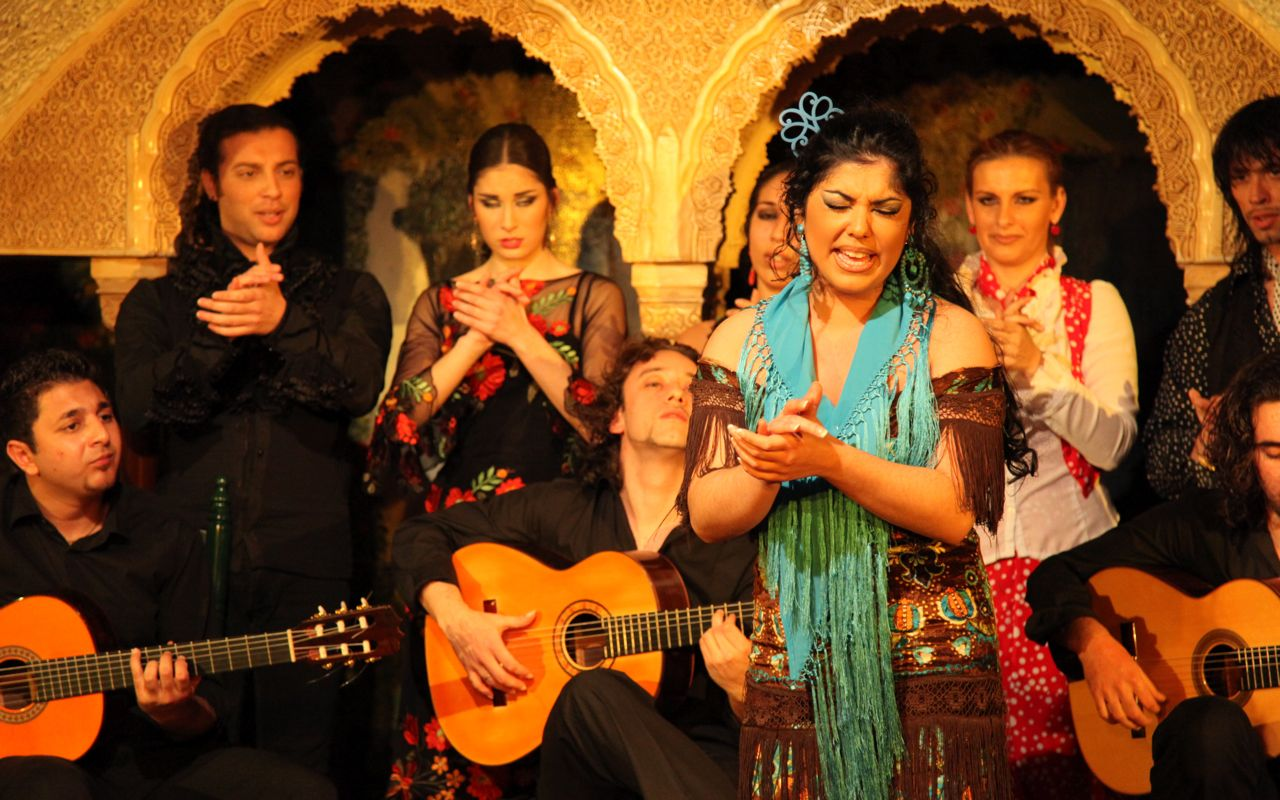
„Tablao Flamenco Cordobes“ in Barcelona

Vor dem Hintergrund der außenpolitischen Öffnung Spaniens entstanden zunächst in der Hauptstadt Madrid mit den Tablaos neue Auftrittsmöglichkeiten für Flamencokünstler. Die Tablaos knüpften zwar an die Tradition des Café cantante an, waren dabei aber von Anfang an durch die Qualität ihrer Flamencoshows, das Ambiente und durch ein gehobeneres gastronomisches Angebot auf ein internationales und finanzkräftiges Publikum ausgerichtet.
Die Tablaos waren wegen ihrer kommerziellen Ausrichtung und den modernen Moralvorstellungen ihres ausländischen Publikums zwar unter orthodoxen Flamencopuristen wie unter reaktionären Bevölkerungskreisen nicht unumstritten, wurden aber dessen ungeachtet für fast zwei Jahrzehnte zu wichtigen Zentren des Flamenco.

#### Der Flamenco in der Zeit des demokratischen Übergangs
Zwischen dem Ende der 1960er und dem Beginn der 1970er Jahre formierten sich in den Vororten der spanischen Großstädte nach dem Vorbild der angloamerikanischen Bands die ersten Gruppen von Musikern, denen es auch kommerziell erfolgreich gelang, die Flamencotradition ihrer Eltern mit den neuen Sounds aus dem Ausland zu verbinden. So wurde das Lied Quiero ser libre („Ich möchte frei sein“) der madrilener Gitano-Gruppe Los Chichos aus dem Jahre 1973 nicht nur zur heimlichen Hymne der marginalisierten Gitanos, der aufbegehrenden Jugend und aller politisch unterdrückten Bevölkerungsgruppen, sondern zu einer der musikalischen Initialzündungen, die den Flamenco in den Folgejahren nachhaltig verändern sollte.
Nach dem Ende der Diktatur 1975 setzte in Spanien zwischen 1976 und 1982 ein schwieriger und konfliktbeladener Demokratisierungsprozess ein.
Auch im Flamenco kam es in dieser Phase zu tiefgreifenden Veränderungen, die sich nicht nur positiv auf seine künstlerische Substanz auswirkten, sondern große Teile seines Milieus mit den negativen Seiten der neu gewonnenen politischen Freiheit konfrontierte.

#### Die Rumba flamenca als Ausdruck gesellschaftlicher Krisen
Die wirtschaftliche und soziale Verelendung weiter Gesellschaftsteile, ebenso ein Erbe der Franco-Diktatur, wie die Folge politischer Versäumnisse der jungen spanischen Demokratie, beeinflussten die neue Generation der Vertreter der Rumba flamenca, deren Mitglieder meist Gitanos aus dem subkulturellen Milieu der Flamencoszene in den von heruntergekommenen Hochhaussiedlungen, dem chabolismo verticál („vertikale Baracken“) geprägten Vororten der spanischen Großstädte waren.
So führte die zunehmende Verfügbarkeit von harten Drogen nicht nur zu einem starken Anstieg der Beschaffungskriminalität und zu zahlreichen Todesopfern, sondern auch zum zunehmenden Verfall der traditionellen Familienstrukturen. Die Schattenseiten des neuen Spaniens wurden besonders von den Rumbagruppen der madrilener Vororte thematisiert, deren música quinqui („Randgruppenmusik“) in ihren Liedtexten die Drogensucht (Los Calis: Heroína, 1986; Los Chichos: En vano piden ayuda, 1988) und deren Folgen aufgriffen, wie das perspektivlose Herumlungern auf den Straßen (Los Chunguitos: Soy un perro callejero, 1979) und die Prostitution (Los Chichos: Amor de compra y venta, 1980).
Gleichzeitig äußerte sich in dieser modernen Ausprägung der Rumba flamenca ein zunehmendes Selbstbewusstsein der marginalisierten Bevölkerungsgruppen, aus deren Reihen sich Künstler rekrutierten, die zu den erfolgreichsten Vertretern der spanischen Musik wurden. Stellvertretend sei hier neben den unangefochtenen Stars der Szene, wie den Gruppen Los Chichos und Los Chunguitos, das Flamencorhythmen mit Popmusik verbindende Duo Las Grecas genannt, das zu einer der stilprägenden Ikonen des rock gitano español wurde.

#### Die 1980er Jahre: Neue Klänge und neue Stimmen

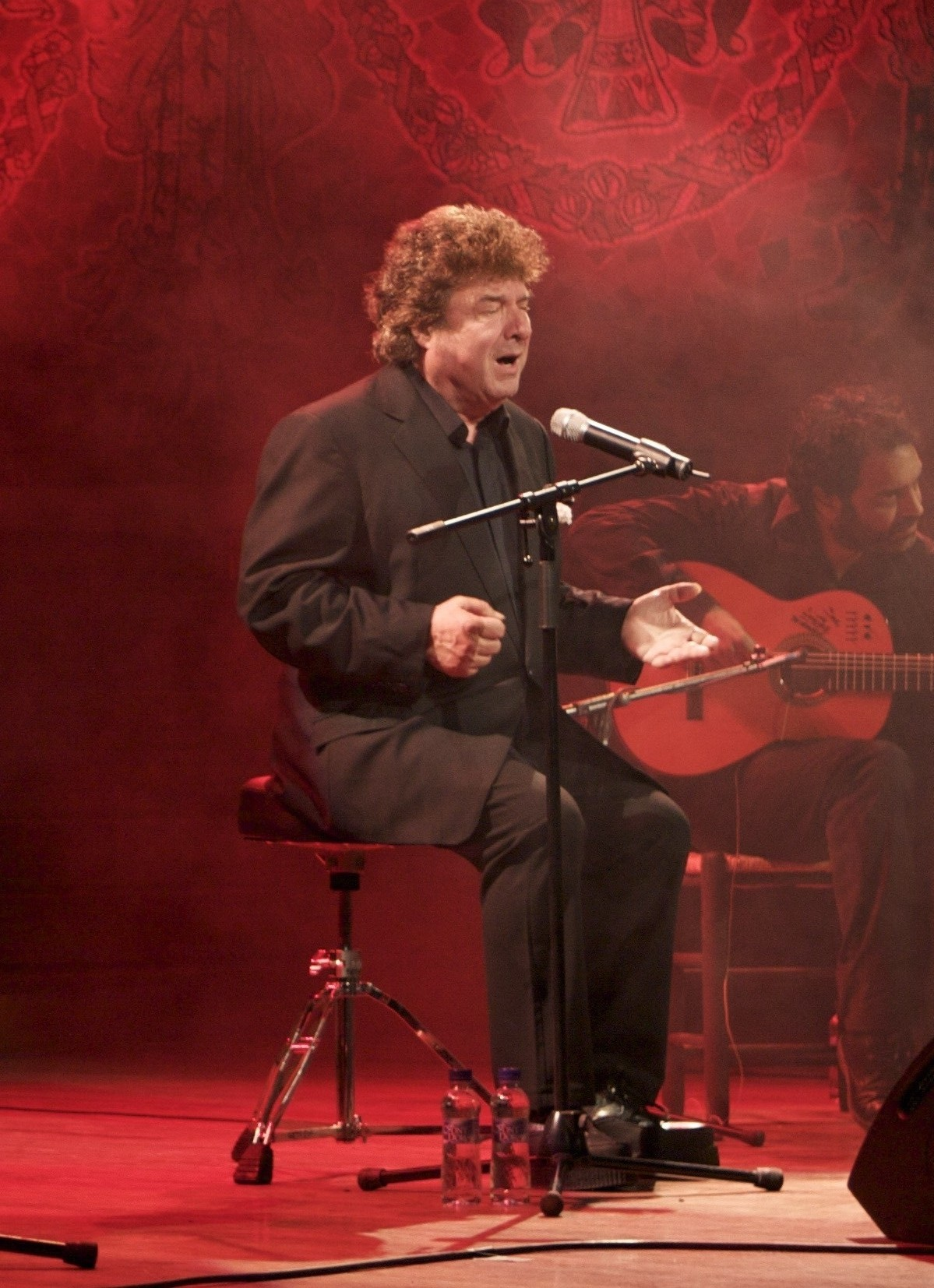
Der Sänger Enrique Morente im Palau de la Música, Barcelona 2009

Im Verlauf der 1980er Jahre begann bei der bis dahin musikalisch weitgehend homogenen Flamencoszene eine teilweise kontrovers diskutierten Aufspaltung in stilistisch unterschiedlichste Subgenres.
Die politischen und sozialen Spannungen der Epoche personifizierten sich in der Gestalt des Flamencosängers Camarón de la Isla, der neben der eigenen langjährigen Heroinabhängigkeit auch die allgemeine Desorientierung seiner Generation in Liedern aufgriff und damit den Nerv des Publikums traf. Sein Album Soy gitano von 1989 ging als das meistverkaufte Album in die Geschichte des Flamencos ein, während Leyenda del tiempo aus dem Jahr 1979 in der historischen Rückschau als Meilenstein auf dem Weg zu einem stilistisch offenen, modernen Flamenco gilt.
Die Gemeinsamkeit der seit den späten 1970er und frühen 1980er Jahren sich artikulierenden Vertreter dieser neuen, unter dem Schlagwort Nuevo Flamenco („Neuer Flamenco“) zusammengefassten Generation scheint darin zu bestehen, dass sie sich stilistisch kaum noch unter einem gemeinsamen Nenner vereinen lässt. So verbinden die Gruppe Pata Negra oder der Sänger und Instrumentalist Raimundo Amador Blues und Rock mit Flamenco-Elementen, während karibische oder afrokubanische Elemente den Sound von Gruppen wie Ketama, oder Elemente des Pop und des afroamerikanischen Funk den Sound der Gruppe La Barbería del Sur prägen.
Auf weniger kommerziell orientierten Pfaden bewegten sich der experimentierfreudige, dabei immer auch der Tradition verbunden gebliebene Enrique Morente und die zahlreichen Musiker des Flamenco Jazz, zu denen der Pianist David Peña Dorantes ebenso gehört, wie der Saxophonist und Flötist Jorge Pardo und der Bassist Carles Benavent. Diese Instrumentalisten stehen auch für die zunehmende Emanzipation unterschiedlichster Musikinstrumente von der lange im Flamenco vorherrschenden Gitarre.
Im Umfeld der andalusischen Autonomiebewegung am Ende der 1970er Jahre beschäftigten sich zahlreiche Künstler mit dem musikalischen Erbe der maurischen Vergangenheit Andalusiens. Zu den Pionieren dieser kulturellen Rückbesinnung gehört das Duo Lole y Manuel, bestehend aus der Sängerin und Tänzerin Dolores „Lole“ Montoya Rodríguez, Tochter einer in Algerien geborenen Flamencokünstlerin, und dem Sänger, Komponisten und Gitarristen Manuel Molina Jiménez. Zu den von Lole teilweise vollständig auf Arabisch gesungenen Liedern des Duos gehören Sangre gitane y mora (1975), und Anta Oumri (1977) des arabischen Komponisten Mohammed Abdel Wahab, während der Sänger El Lebrijano und der Gitarrist Paco Cepero durch ihre Zusammenarbeit mit dem Orquesta andalusí de Tanger und dem Album Encuentros (Begegnungen) seit 1985 eine Reihe musikalischer Projekte initiierten, bei denen das Zusammenspiel von Flamencokünstlern mit Vertretern anderer musikalischer Kulturen im Vordergrund stand.

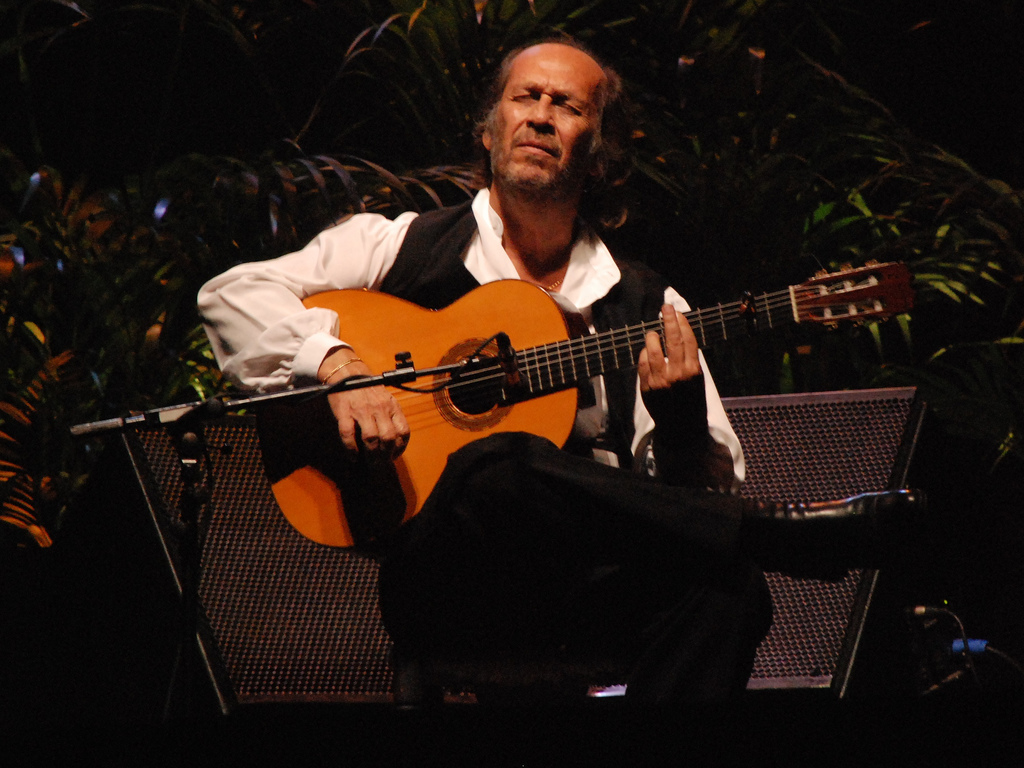
Paco de Lucía, Flamenco-Festival in Málaga, September 2007

#### Der Grenzgänger: Paco de Lucía
Das künstlerische Schaffen und die Karriere des Gitarristen Paco de Lucía stehen stellvertretend für die Internationalisierung des Flamenco als globale, in vielen Ländern praktizierter Kultur. Er wurde durch seine spieltechnische Virtuosität und die Offenheit gegenüber unterschiedlichsten Genres und Trends zum Vorbild und Idol nachfolgender Gitarristengenerationen. Seine Musik hat durch die Verbindung von Traditionen der populären andalusischen Musik und des Flamenco mit der innovativen Kreativität einer künstlerischen Ausnahmeerscheinung einen bedeutsamen Beitrag für die Entwicklung des Flamenco auf dem Weg ins 21. Jahrhundert geleistet.

## Musikalische Konzepte des Flamenco
Charakteristisch für die Flamencomusik mit ihren zahlreichen Genres und Formen sind stileigene metrische Grundmuster (compás flamenco) und modale Elemente in Melodik und Harmonik.

### Metrik, Rhythmik, Tempo
Die im Flamenco verwendeten metrischen Zyklen von acht bis zwölf wiederholten Referenzpulsen werden in Abgrenzung zum linearen Taktbegriff (spanisch compás, Plural compáses) als compás flamenco bezeichnet. Diese Bezeichnung umfasst sowohl den Rhythmus im Allgemeinen, als auch den charakteristischen, durch die Abfolge traditioneller Akzentmuster bestimmten Rhythmus einer Flamencodarbietung. Obwohl diesem metrischen Organisationskonzept eine Segmentierung in kleingliedrige Einzeltakte zuwiderläuft, kann es im Rahmen der etablierten Notationsformen mit den üblichen Taktvorzeichnungen wie 3⁄4 bzw. 6⁄8 oder 4⁄4 bzw. 2⁄4 dargestellt werden, wobei zu beachten ist, dass bei dieser Darstellungsweise erst mindestens zwei Takte einen vollständigen compás abbilden können. Aufgrund teilweise asymmetrischer Akzentmuster innerhalb eines Zyklus erscheinen daher einige der traditionellen compases als alternierende Taktarten (compás alterno), bei der z. B. ein 12⁄8-Zyklus von 2×3 und 3×2 Achtelpulsen als Wechsel von 6⁄8- und 3⁄4-Takt notiert wird. Diese metrischen Betonungsmuster definieren neben dem Pulstempo, dem Modus und der Tonart bestimmte Stile innerhalb des Flamenco, wie z. B. den der Bulerías:
Metrisches Akzentschema (compás flamenco) der Bulerías (Tempo ca. 180 bis 240 bpm): 12 Pulse (2×3+3×2) in linearer Darstellung.
| 1 | 2 | 3 | 4 | 5 | 6 | 7 | 8 | 9 | 10 | 11 | 12 |
| x | - | - | x | - | - | x | - | x | -  | x  | -  |

Die rhythmische Ausführung des Flamencos kann einem festen Taktschema folgen (acompasado), oder frei (libre) gestaltet werden.
Das Tempo der metrisch determinierten Palos ist ein zentrales Unterscheidungsmerkmal zwischen strukturell verwandten Palos (wie Tientos, Tangos und Tanguillos) und variiert in der Praxis zwischen 80 (z. B. Tientos) und bis zu 360 (z. B. Tanguillos) Referenzpulsen pro Minute.

### Tonalität, Melodik und Harmonik

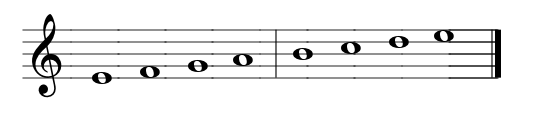
Modo de mi (e-Phrygisch)

Ein signifikantes musikalisches Merkmal des Flamenco ist die häufige Verwendung des modo de mi, der im kirchentonalen Kontext als Phrygisch bezeichnet wird.

Gelegentlich wird dieser Modus in der Flamencoliteratur als modo dórico (oder modo flamenco) bezeichnet. Dabei  beziehen sich die Autoren auf die antike griechische Tonart gleichen Namens, deren Struktur der als „Phrygisch“ bezeichneten Kirchentonart entspricht. Hierbei spielen allerdings weniger historische Tatbestände eine Rolle, als vielmehr das Bedürfnis nach einer Abgrenzung des andalusischen Flamenco von der kastilischen, christlich-abendländisch geprägten Kultur.
 Neben dem modo de mi, der harmonisch durch die sogenannte Andalusische Kadenz repräsentiert werden kann, werden die Tonarten Moll (modo menor) und Dur (modo mayor) mit ihren in der klassischen Harmonielehre etablierten Akkordfolgen verwendet.

### Formen und Gattungen
Nach den Aussagen einiger Autoren haben sich im Flamenco an die einhundert stilistische Varianten (palos) der Musik, des Tanzes oder der Metrik der Texte etabliert.
Die formale Struktur bei der Darbietung eines Flamencostils besteht aus verschiedenen Abschnitten, die innerhalb eines konventionell vorgegebenen Spielraums variiert werden können. Für diese Abschnitte gibt es in der Terminologie des Flamenco unterschiedliche Bezeichnungen gemäß ihrer Funktion im musikalischen Verlauf:
- Salida: Einleitende Gesangzeile oder Eröffnungsschritte im Tanz
- Copla: Strophe, in sich geschlossener Gesangstext.
- Caída: Kadenz im Gesang, Absetzen zwischen Textzeilen, Ende eines Gesangsteils mit meist absteigender Melodieführung.[41]
- Macho: Kurzer Abgesang, Coda.
- Falseta: Instrumentales Zwischenspiel.
- Remate: Abschluss eines Formteils.[42]

#### Klassifikationen
Verschiedene Autoren haben versucht, die palos unter jeweils unterschiedlichen Aspekten zu klassifizieren. Dabei gehen sie oftmals vom angenommenen geografischen Ursprung (z. B. Cantes de Málaga) oder von der metrischen Struktur aus, aber auch subjektiv definierten ästhetischen Kriterien, wie in der zum Ende des zwanzigsten Jahrhunderts von der Flamencoforschung weitgehend verworfenen Einteilung der Gesänge als jondo, chico und intermedio. Auch die insbesondere von dem Autorengespann Ricardo Molina und Antonio Mairena (1963) explizit vorgenommene ethnische Unterteilung des Repertoires in cante gitano und cante andalúz war unter dem Vorwurf des latenten Rassismus, und mangels historisch nachweisbarer Evidenz Ausgangspunkt teilweise polemisch geführter Kontroversen.

## Die musikalische Praxis
Die musikalische Praxis des Flamenco manifestiert sich durch Gesang (cante), Instrumentalspiel (toque), insbesondere dem Spiel der Gitarre, Tanz (baile) und perkussiven Elementen, wie rhythmischem Klatschen (palmas) oder dem Kastagnettenspiel als integralem Bestandteil einiger Tanzformen.
So wird seit den Anfangstagen des öffentlich dargebotenen Flamencos ein Bühnenensemble mit den Komponenten Gesang, Tanz, Instrumentalspiel und Perkussion als cuadro flamenco bezeichnet. Zwischen den Akteuren herrscht dabei ein bisweilen komplexes Wechselspiel, das auch bei den juergas, spontanen und informellen Zusammenkünften von Flamencokünstlern, einem implizit ritualisierten Regelwerk folgt.
Mit der auf naiv biologistischen Spekulationen beruhenden Annahme, dass sich der Flamenco aus einer gleichsam embryonalen Phase eines primitiven und unbegleiten Gesangs durch sukzessive Addition weiterer Kulturelemente in Form von Körperklängen (wie dem begleitenden Klatschen), der Instrumentalbegleitung durch die Gitarre und zuletzt dem Tanz entwickelt habe, standen weite Teilen der frühen, überwiegend von Laien gepflegten Flamencoforschung bereits zu ihrer Zeit außerhalb des wissenschaftlichen, insbesondere des musikethnologischen Diskurses. Kultursoziologische und musikwissenschaftliche Untersuchungen haben seit den 1990er Jahren die von einigen Autoren bereits in früheren Jahren geäußerte Annahme bestätigt, dass es sich beim Flamenco um ein historisch relativ junges Phänomen handelt, dessen künstlerischen Komponenten Gesang, Instrumentalspiel und Tanz von Anfang an einen weitgehend gleichberechtigten Einfluss auf die Entwicklungsgeschichte des Genres hatten.

### Gesang(cante)
Der Gesang gilt als zentrales Element des Flamenco, seine Interpreten werden als cantaor bzw. cantaora bezeichnet.
Einige Gesangsformen stellen auf Grund ihrer virtuosen Melismatik hohe gesangstechnische Anforderungen. Die Gesangstrophen werden oft durch eine stimmliche Vorbereitungsphase, dem temple oder seiner dramatischeren Variante, dem gipío mit Vokalisen, also sinnfreien oder onomatopoetischen Lautkombinationen vorbereitet.

#### Gesangstexte

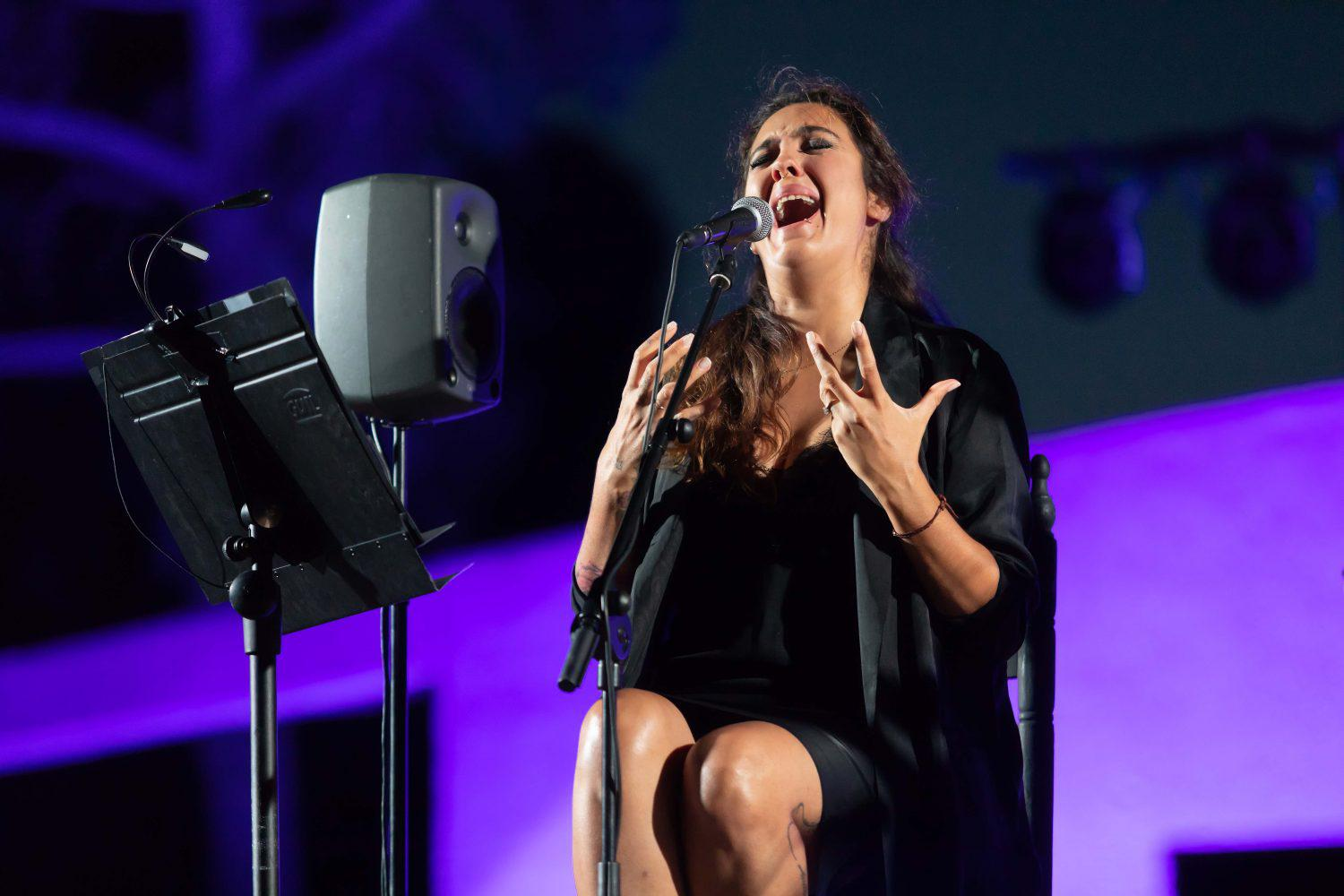
Die Sängerin Alba Molina (geboren in Sevilla 1978)

Viele Gesangstexte sind mündlich überliefert und seit den ersten schriftlichen Aufzeichnungen am Ende des 19. Jahrhunderts kaum verändert. Jedoch findet immer wieder neue Lyrik Eingang in den cante. Im Gegensatz zum Genre der Copla andaluza werden die Gesangsstrophen des Flamenco meist ohne unmittelbaren thematischen Bezug aneinandergereiht. Die für volkstümliche Lieder und Genres der Popularmusik charakteristische Verwendung verbindender Refrains ist im traditionellen Flamenco unüblich, was neben rein musikalischen Unterschieden eine deutliche Abgrenzung zu den kommerziell orientierten Produktionen des Nuevo Flamenco und dessen Annäherung an die Ästhetik der Copla andaluza ermöglicht.
Die Texte werden traditionell in regionalen andalusischen Dialekten gesungen, die in ihrer Aussprache und mit aus dem Vokabular des Caló (Sprache) übernommenen Gitanismen teilweise stark vom Standard der spanischen Hochsprache abweichen. Sie bedienen sich häufig des lyrischen Ichs und artikulieren elementare, in ihrer Schicksalshaftigkeit als unabwendbar empfundene menschliche Erfahrungen, wie Verluste oder die Unerreichbarkeit der Liebe. Selbst bei der Thematisierung kollektiven Leids und sozialer Ungerechtigkeit dienen Flamencotexte nur selten der Artikulation politischer Positionen, sondern verharren zumeist in einer fatalistischen Weltanschauung.

### Jaleo
Die eine Flamencodarbietung zur Intensitätssteigerung begleitenden Aktionen durch Klatschen oder Anfeurerungsrufe werden unter dem Begriff jaleo zusammengefasst (von jalear, „rufen“, „lärmen“).

#### Palmas
Die Begleitung metrisch gebundener Palos erfolgt traditionell durch Klatschen (palmas, von palma, Handfläche). In der Ausführung wird einerseits unterschieden zwischen palmas claras, auch palmas agudas, die laut und hell, und palmas sordas, die leiser und dumpf klingen, andererseits zwischen Schlägen auf den Zählzeiten (palmas a tiempo) und einen Gegenrhythmus erzeugenden Schlägen zwischen den Zählzeiten (palmas a contratiempo). Wenn mehrere Akteure Palmas ausführen, werden die Schlagfolgen zur Intensitätssteigerung häufig miteinander „verzahnt“, so dass komplementäre Rhythmen von hoher Dichte entstehen. Manche Flamencokünstler erreichen einen ähnlichen Effekt, indem sie mit den Lippen einen dem Klang der Palmas ähnlichen Schnalzlaut erzeugen und diesen mit ihrem Klatschen kombinieren.

#### Jaleos
Die formelhaften und konventionalisierten Anfeuerungsrufe unter den Mitgliedern eines Flamencoensembles oder die spontan eine Darbietung kommentierenden Zurufe aus dem Publikum werden durch den Plural jaleos bezeichnet. Beispiele für einige typische Anfeuerungsformeln sind „Olé“, „Eso es“, „Venga ya“, „Así se canta (baila, toca)“ oder „Como tú sabes“, wobei Art und Zeitpunkt der Zurufe nicht nur der Interaktion mit den Künstlern dienen, sondern auch als Indikator für die Fachkundigkeit des Publikums gelten.

#### Pitos
Tänzerinnen und Tänzer begleiten ihre Schrittfolgen gelegentlich mit einer durch ihre spezielle Ausführung besonders lauten Technik des Fingerschnalzens (pitos). In diesem Fall handelt es sich streng genommen nicht mehr um ein Element des Jaleo, sondern um eine Form der Körperperkussion als integraler Bestandteil des Tanzes.

### Instrumentalspiel(toque)

#### Die Flamencogitarre(guitarra flamenca)

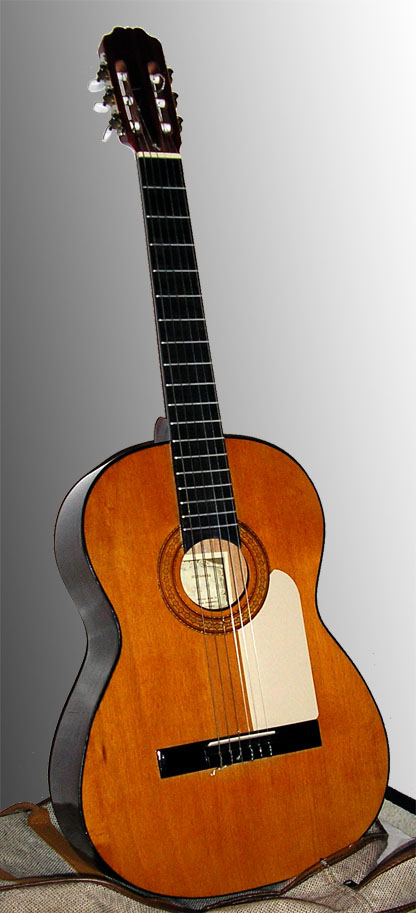
Gitarre

Die Flamencogitarre ist das traditionelle Instrument zur Begleitung von Gesang und Tanz.
Seit dem ausgehenden 19. Jahrhundert hat sich zusätzlich zur Begleitfunktion ein eigenständiges Repertoire der Flamencogitarre als Soloinstrument entwickelt, das erheblich zur Internationalisierung des Flamenco beigetragen hat. Dabei verwenden die Spieler neben dem aus der Tradition der spanischen Barockgitarre übernommenen Rasgueado eine Vielzahl weiterer stiltypischer, oft virtuoser Spieltechniken mit teilweise spektakulärer Wirkung.
Als erster namentlich bekannter Gitarrist, in dessen Spiel sich bereits einige stilistische Elemente des Flamenco finden, gilt Francisco Rodríguez (1795–1848), genannt „El Murciano“, der in Granada lebte und Michail Glinka anlässlich dessen Spanienaufenthalts im Jahr 1847 zur Aufzeichnung von Fragmenten seines Gitarrenspiels animiert haben soll, aber erst in den Jahren nach 1860 wird es allgemein üblich, auch die Gesangs- und Tanzbegleiter der frühen Flamencointerpreten, wie José Patiño Gonzáles (1829–1902), den Begleitgitarristen des berühmten Sängers Silverio Franconetti, namentlich zu erwähnen.

#### Perkussionsinstrumente

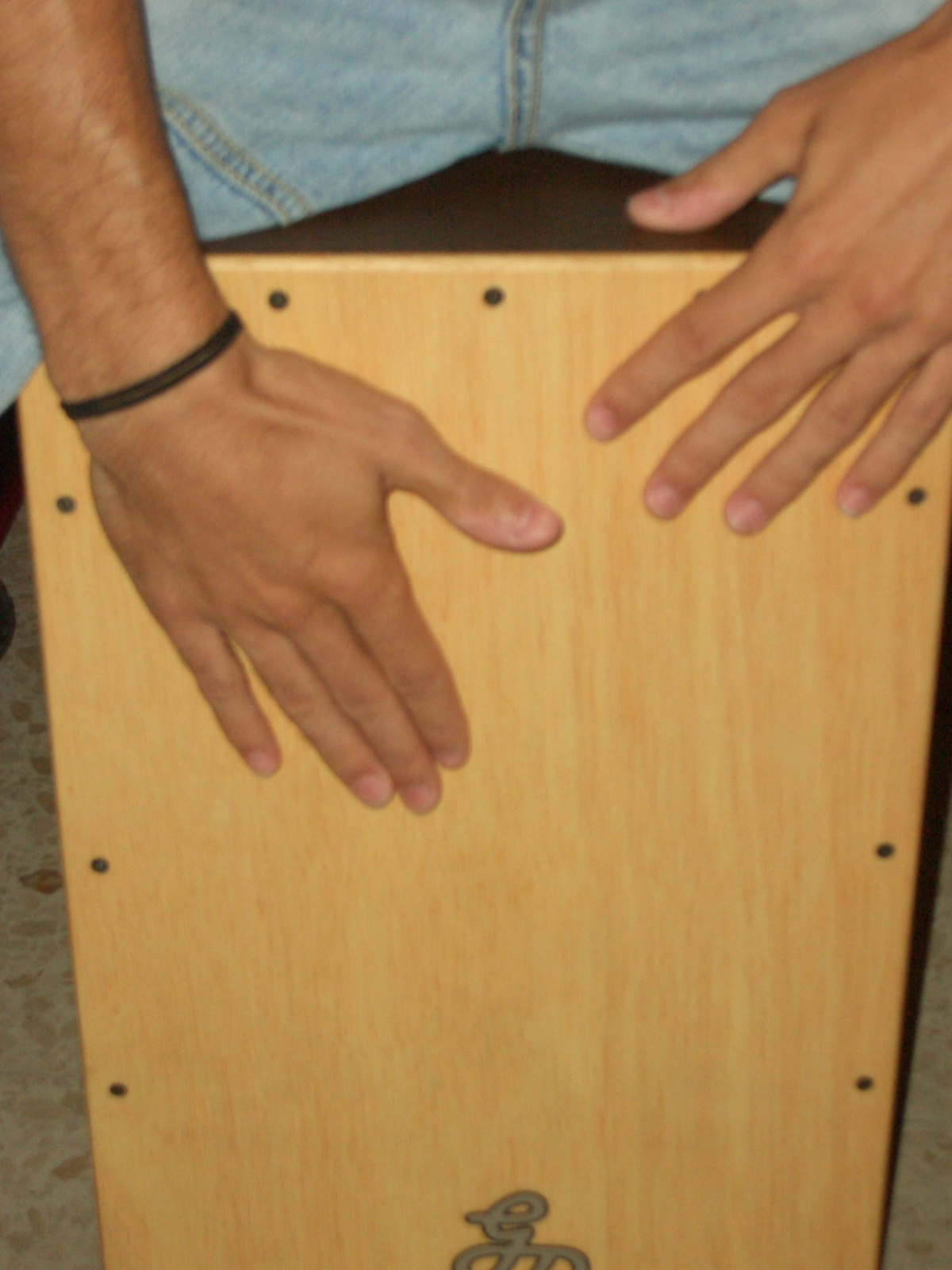
Cajón

Neben der perkussiven Klangerzeugung durch Klatschen oder die Fußtechnik im Flamencotanz konnten sich einige Schlaginstrumente bereits frühzeitig im Flamenco etablieren, bevor am Ende des 20. Jahrhunderts die Einbeziehung lateinamerikanischer Perkussionsinstrumente und des modernen Schlagzeugs erheblich zum Klangbild der unter dem Schlagwort nuevo flamenco vereinten Strömungen beitrugen.

##### Cajón
Als Schlaginstrument dient häufig das Cajón, eine Holzkiste mit einem Schallloch auf der Rückseite und einem durch Schrauben justierbaren Schlagbrett auf der Vorderseite. Das ursprünglich aus Peru stammende Instrument wurde Ende der 1970er Jahre erstmals im Ensemble des Gitarristen Paco de Lucía benutzt.

##### Kastagnetten
Kastagnetten (catañuelas), in Andalusien auch Palillos genannt, waren in Südspanien von jeher in den folkloristischen Tänzen wie dem Fandango de Huelva und den Sevillanas verbreitet.
Ihre Verwendung ist einerseits umstritten, weil sie angeblich bei den von einigen Autoren in Analogie zum bedeutungsschweren cante jondo als baile jondo bezeichneten Stilen wie der Soleá und der Seguiriya die Ästhetik der Finger- und Handbewegungen als unmittelbarem Ausdruck künstlerisch vermittelter Emotionen beeinträchtigen, andererseits von historisch wechselnden Moden bestimmt.
Vicente Escudero, der als erster eine tänzerische Interpretation der Seguiriya wagte, tanzte sie ohne Kastagnetten, Pilar López setzte jedoch zehn Jahre später Kastagnetten ein.
Angesichts von Ton- und Filmdokumenten der 1950er und 1960er Jahre lässt sich feststellen, dass die Mehrheit der Interpreten dieser Epoche zumindest im Kontext des Bühnentanzes die baile jondo-Stile Soleá und Seguiriya mit Kastagnettenbegleitung ausführten. Die Rückläufigkeit des Kastagnettengebrauchs im Flamencotanz und seine zunehmende ästhetische Stigmatisierung im Verlauf der 1970er Jahre kann daher als Reaktion auf die gesellschaftlichen Veränderungen nach der Franco-Diktatur interpretiert werden, die sich auch darin manifestierte, dass eine neue Generation von Flamencotänzerinnen nicht mehr dem durch das Postkartenklischee der „Spanierin mit Kastagnetten“ vertretenen Ideal der Franco-Ära genügen wollte.

### Der Flamencotanz(baile flamenco)

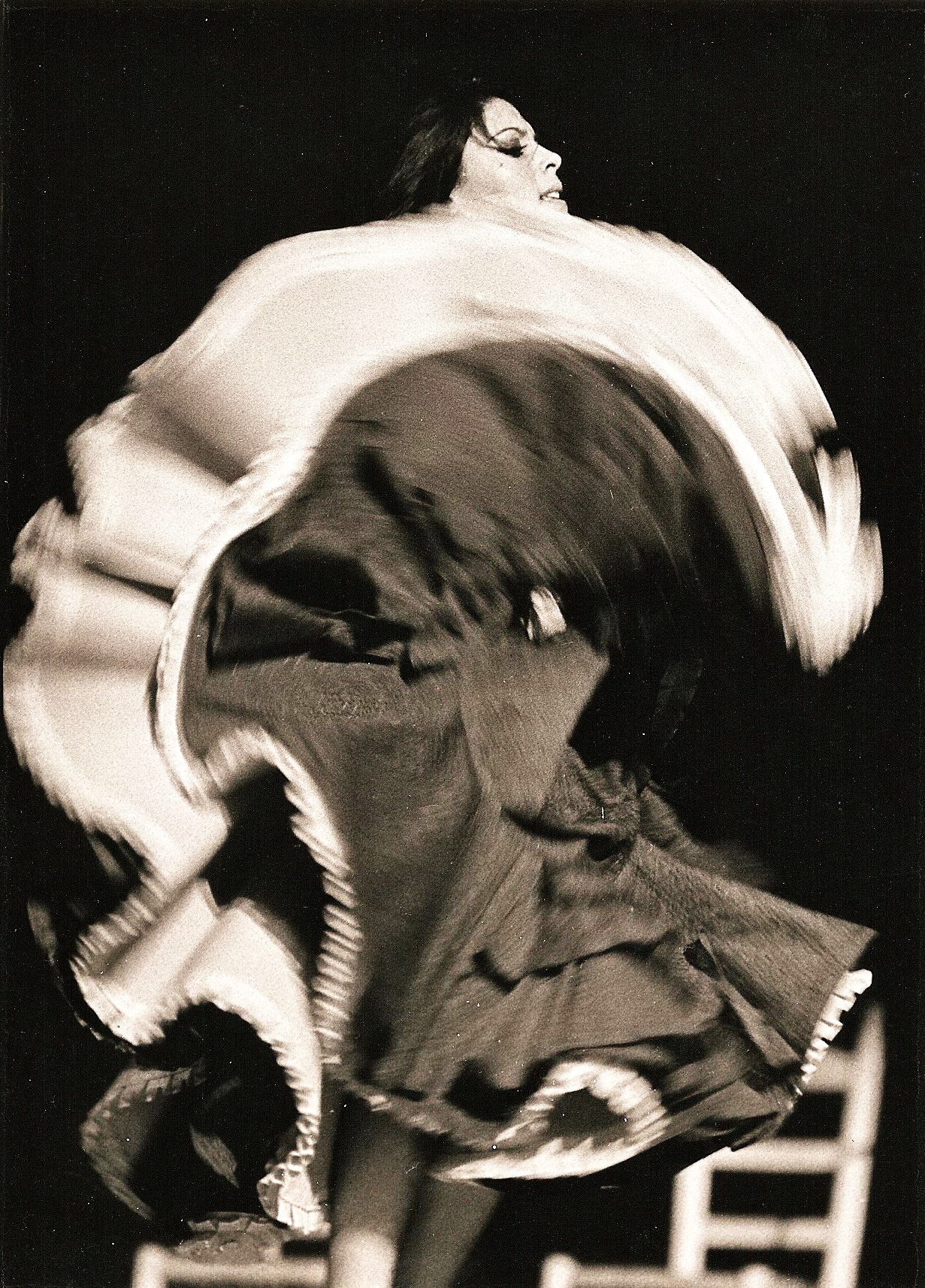
La Singla in München (1974)

Flamencotänzerinnen und -tänzer (spanisch bailaoras und bailaores, von bailar ‚tanzen‘) haben durch die von Sprachbarrieren unabhängige Attraktivität ihrer Darbietungen in erheblichem Maße zur Internationalisierung des Flamenco beigetragen.
Während die dem Repertoire der andalusischen Folklore zugerechneten traditionellen Paar- und Gruppentänze, wie die überregional verbreiteten Sevillanas oder die lediglich regional bedeutsamen Fandango-Varianten, wie die ruralen Verdiales oder die seit Mitte der 1980er Jahre aus dem Volkstanz entwickelten Malagueñas de fiesta im Flamencotanz nur eine untergeordnete Rolle spielen, bilden Solotänze nach wie vor das Kernrepertoire des Flamenco. Auftritte größerer Tanz-Ensembles lassen sich bereits in den Programmen der frühen Flamenco-Cafés nachweisen, und spätestens seit den elaborierte Ensemble-Arrangemants der international wirkenden Choreographen Antonio Ruiz Soler und Antonio Gades gehören sie, trotz gelegentlich zu vernehmender kritischer Stimmen aus dem Lager der Flamenco-Puristen, seit langem zur Realität des Flamencotanzes.

#### Technik und Ästhetik
Der Flamencotanz ist nicht nur auf die rhythmische Fußtechnik zentriert, vielmehr ist jeder Teil des Körpers beteiligt: Oberkörper, Arme, Hände, Finger, ja selbst die Blickrichtung und der Gesichtsausdruck sind wichtig. Die vielgestaltige Abwechslung zwischen schnellen Zapateados und langsamen Passagen machen den Reiz und die Schönheit des Flamenco-Tanzes aus. Der baile flamenco ist ein bodenverhafteter Tanz, bei dem sich viele Impulse nach unten richten, im Gegensatz etwa zur typischen Ballettfigur, die extrovertiert ist und nach oben strebt.
Für ihre Zapateados setzen die Tänzer geräuschvoll ihre Absätze und Sohlen auf dem Holzboden der Bühne ein. Die Absätze und Sohlen sind üblicherweise verstärkt, auch Eisenbeschläge sind üblich, nach puristischer Auffassung jedoch verpönt.
Die Unterschiede beim Tanz der Männer zu dem der Frauen beruhten lange auf als geschlechtsspezifisch erachteten Konventionen. Die verschiedenen Tanzstile passten sich in der Entwicklung jedoch immer mehr aneinander an. Im ausgehenden zwanzigsten Jahrhundert hatten Tänzer keine Scheu mehr, vermehrt feminine Hüftbewegungen einzusetzen, die für den weiblichen Flamencotanz typischen arabesken Handdrehungen (floreo) zu übernehmen oder gar mit dem bata de cola (Schleppenrock) aufzutreten, während die ursprünglich als männliche Domaine betrachtete virtuose Fußarbeit bereits einige Jahrzehnte vorher von Tänzerinnen wie Carmen Amaya in das weibliche Repertoire integriert wurde.
Auf Bühnen werden überwiegend einstudierte Choreografien dargeboten, gelegentlich, und meist am Ende einer Aufführung (Fin de fiesta) auch spontane Improvisationen. Dabei werden traditionelle Elemente und Schritte verwendet, die fortgeschrittene Tänzer spontan im Wechselspiel mit dem Sänger zusammenstellen. Künstler mit klassischer Tanzausbildung, wie María Pagés, Belén Maya, Joaquin Cortés, Israel Galván und Rocío Molina verbinden in ihren Choreographien Elemente des Flamenco mit Einflüssen des zeitgenössischen Tanzes.

#### Terminologie des Flamencotanzes
Der Flamencotanz hat eine eigene, nach wie vor jedoch nur ansatzweise normierte Fachsprache entwickelt, deren Bezeichnungen teilweise aus dem Repertoire der akademischen Escuela bolera oder dem Léxico taurino der Stierkampf-Kunde entlehnt wurden.
- Marcaje: Wörtlich „Markierung“, hier als Markierung des compás zu verstehen. Einfache Schrittfolgen im Grundrhythmus des jeweiligen palo in Abschnitten, in denen der Gesang dominieren soll.[59]
- Escobilla: Abschnitte mit elaborierter perkussiver Fußarbeit[59] der Tänzer. Die ursprüngliche Wortbedeutung „Besen“ (von escoba „Besen, Bürste“) verweist auf eine charakteristische „besenartige“ und wischende (den Boden streifende) Schrittfolge im Tanzstil der Alegrías.
- Castellana: Einleitende Figur für die Escobilla.[59]
- Silencio: Stilles Innehalten vor der Escobilla, formaler Abschnitt in den Alegrías.[59]
- Llamada: Wörtlich „Ruf“ und ein gestisches Signal zur Einleitung eines Desplante.[59]
- Desplante: Der Begriff entstammt den Terminologien des Stierkampfs und der Fechtkunst[60] und bedeutet im Wortsinn die Einnahme einer „herausfordernden“ Körperhaltung. Im Tanz versteht man darunter eine vom üblichen Bewegungsrepertoire abweichende postura irregular,[61] mit der die Akteure einen Abschnitt ihrer Darbietung abschließen.
- Braceo: Technik der Armbewegungen.[62]

## Die Tradierung des Flamenco

### Flamenco als Schulfach
Am 28. Mai 2014 gab die Junta de Andalucía bekannt, dass Flamenco ab dem Schuljahr 2014/15 offiziell in den Lehrplan aufgenommen werde. Begründet wurde dieser Schritt damit, dass der Flamenco in der andalusischen Kultur tief verankert sei. Die Schulen hätten die Pflicht, diese Tradition zu lehren.

## Der Flamenco im Zeitalter der Massenmedien

### Tonträger
Die Academia de Santa Cecilia in Cádiz führte im Februar 1896 erste kommerzielle Aufnahmen mit Flamencogesängen vor. Im Jahr 1901 erschienen die ersten Schallplatten Spaniens mit Aufnahmenen von Canario Chico, El Mochuelo (1868–1937), La Rubia, El Niño de Cabra (1870–1947) und anderen Flamencokünstlern.

### Kino, Radio und Fernsehen
Die ersten dem Flamenco gewidmeten Filmaufnahmen entstanden 1909 mit Sänger Antonio del Pozo, genannt „El Mochuelo“. Mit Verbesserung der Klangqualität in den 1930er Jahren war Flamencomusik zunehmend im Radio zu hören, was zur Vermehrung der Popularität des Flamenco beitrug. In den Jahren 1971–1973, nur wenige Jahre vor dem Tod Francos, und in einer Zeit zunehmender gesellschaftlicher Spannungen, strahlte TVE die Dokumentarserie Ríto y geografía del cante („Ritual und Geografie des Flamencogesangs“) aus, die mit einhundert Folgen zu den ambitioniertesten filmischen Dokumentationen über den Flamenco gehört. Die Konzentration auf das Flamencomilieu abseits der kommerziellen Aufführungsorte war eine Revolution in der medialen Verbreitung des Flamenco, die ein Gegenbild zu dem vom Franquismus instrumentalisierten Flamenco-Kitsch (so das vom Franco-Regime nach dem Bürgerkrieg geförderte populäre Bild vom „exotischen, fremden, einst von Arabern und Zigeunern besiedelten“ Andalusien) der Tourismus-Hochburgen entwarf. Obwohl sich die Verantwortlichen scheuten, offen politisch oppositionell agierende Sänger wie Manuel Gerena einzubeziehen und damit das Projekt durch ein Verbot durch die Zensurbehörde zu gefährden, widmete man einzelne Folgen auch progressiveren Künstlern, wie Diego Clavel, Enrique Morente und José Menese, wodurch die Serie im geschichtlichen Rückblick auch als Dokument des zunehmenden Widerstandes gegen die politischen Verhältnisse des Landes betrachtet werden kann.

### Musik- und Dokumentarfilme (Auswahl)
- 1896: Danza Andaluza Filoscope[69] von Henry Short, mit Margarida und Amparo Aguilera, Bühnentänzerinnen des Teatro Real Coliseo in Madrid
- 1915: Danza Fatal mit Pastora Imperio (Stummfilm)
- 1931: El embrujo de Sevilla (verschollen; als Gitarrist und Komponist: Manuel Gómez Vélez, genannt „El Niño de Huelva“)[70]
- 1945: Los amores de un torero mit Carmen Amaya und Sabicas
- 1995: Flamenco von Carlos Saura
- 2005: Der Flamenco Clan (Herencia flamenca), Dokumentarfilm von Michael Meert
- 2010: Flamenco, Flamenco von Carlos Saura

## Festivals und Wettbewerbe

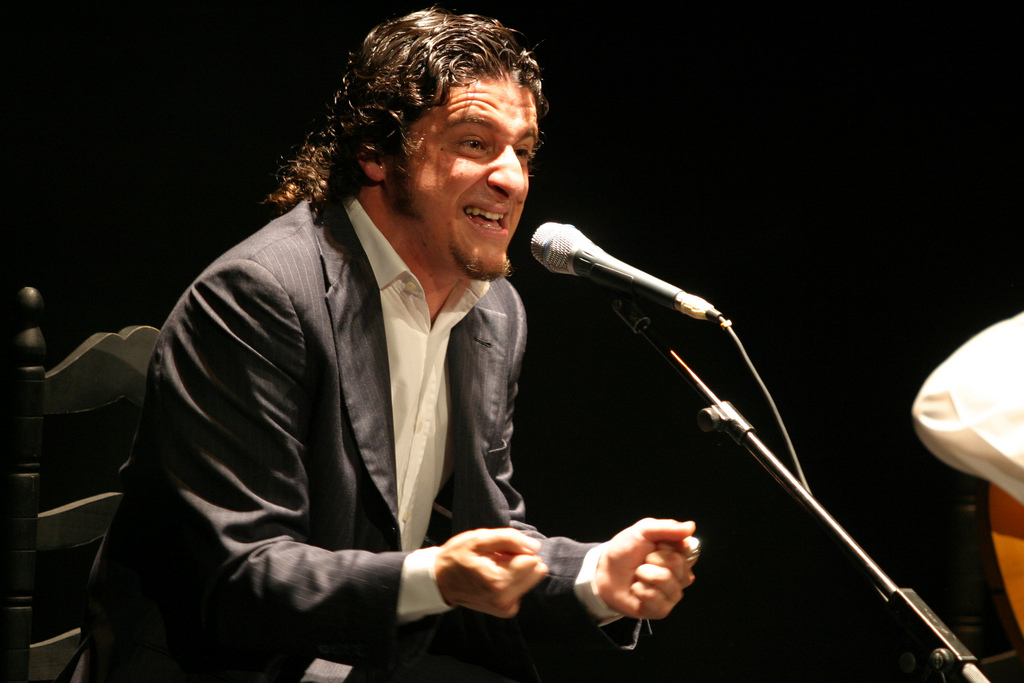
David Palomar, zweifacher Preisträger des XVIII. Concurso nacional de Arte flamenco de Córdoba (2007)

In Spanien und vielen anderen Ländern finden zahlreiche Flamenco-Festivals und Wettbewerbe statt, die teilweise nicht nur regionale, sondern internationale Bedeutung erlangt haben, wie z. B. die Bienal de Sevilla, der Concurso nacional de Arte flamenco in Córdoba, ein prestigeträchtiger Wettbewerb für professionelle Flamencokünstler, oder das 1989 erstmals ausgerichtete Festival Arte Flamenco im französischen Mont-de-Marsan. Jeden Februar findet in Jerez de la Frontera das Flamencofestival Festival de Jerez statt.

### Veröffentlichungen in deutscher Sprache
- Kersten Knipp: Flamenco. Suhrkamp, Frankfurt am Main 2006, ISBN 3-518-45824-8 (Populärwissenschaftliche Gesamtübersicht zur Geschichte des Flamenco unter Berücksichtigung neuerer Forschungsergebnisse und kommentierter Bibliographie).
- Gerhard Steingress: Cante Flamenco. Zur Kultursoziologie der andalusischen Moderne. Logos, Berlin 2013, ISBN 978-3-8325-3441-7 (Erstausgabe: Peter Lang, Frankfurt am Main  1997, einflussreiches Grundlagenwerk der aktuellen Flamencoforschung).
- Bernard Leblon: Flamenco. Palmyra, 2006, ISBN 3-930378-70-1 (französisch: Flamenco. 1995. Übersetzt von Maximilien Vogel).
- Claus Schreiner (Hrsg.): Flamenco gitano-andaluz. Fischer, Frankfurt am Main 1985, ISBN 3-596-22994-4 (Gesamtübersicht und Artikel zu Teilaspekten des Flamenco; 4. Auflage 1990).
- Anja Vollhardt (Text), Elke Stolzenberg (Fotos): Flamenco: Kunst zwischen gestern und morgen. Weingarten Verlag, Weingarten 1996, ISBN 3-8170-4006-7 (Erstausgabe:  1988, Bildband. Textteil bietet als journalistisch aufgearbeitete Kompilation aus unterschiedlichen, nicht näher bezeichneten Werken des älteren Flamencoschrifttums eine Gesamtübersicht ohne wissenschaftlichen Anspruch).
- Christof Jung: Flamenco Lieder. Spanisch-Deutsch. Ausgewählt, übersetzt und eingeleitet von Christof Jung. Jakob Hegner, Köln 1970.

### Veröffentlichungen in spanischer Sprache
- José Luis Navarro García, Miguel Ropero Núñez (Hrsg. Band 1-5) und Cristina Cruces Roldán (Hrsg. Band 6): Historia del Flamenco. 6 Bände, Ediciones Tartessos, Sevilla 1995 (Band 1-5) und 2002 (Band 6); Gesamtausgabe aller sechs Bände ebenda 2002, ISBN 84-7663-020-4
- José Blas Vega, Manuel Ríos Ruiz: Diccionaria enciclopedico ilustrado del Flamenco. 2 Bände. Editorial Cinterco, Madrid 1988, ISBN 84-86365-17-1.
- José Manuel Gamboa, Pedro Calvo: Guía libre del flamenco. Sociedad General de Autores y Editores, Madrid 2001, ISBN 84-8048-432-2 (Biographien von zum Zeitpunkt des Erscheinens aktiven Flamencokünstlern).
- José Manuel Gamboa: Una historia del Flamenco. Madrid 2005.
- Andrés Batista: Arte flamenco (toque, cante y baile). Alpuerto, Madrid 2008, ISBN 978-84-381-0428-6 (Aktualisierte Auflage von Maestros y estilos, Manual flamenco. Madrid 1985).
- Ángel Álvarez Caballero: El cante flamenco. Alianza Editorial, Madrid 2004, ISBN 84-206-4325-4 (Erstausgabe: Madrid 1998).
- Ángel Álvarez Caballero: El baile flamenco. Madrid 1998.
- Pedro Calvo, José Manuel Gamboa: Historia-Guía del Nuevo Flamenco. El Duende de Ahora. Guía de Música Ed., Madrid 1994, ISBN 84-88857-07-1
- Felix Grande: Memoria del Flamenco. Barcelona 2001 (Erstausgabe: Madrid 1979. Literarisch anspruchsvolle Auseinandersetzung mit der Kultur des Flamenco, 2 Bände).
- Ricardo Molina, Antonio Mairena: Mundo y Formas del Cante flamenco. Ediciones Giralda, Sevilla 2004, ISBN 84-88409-57-5 (Erstausgabe: Revista de Occidente, Madrid  1963, zur Zeit seines Erscheinens bereits kontrovers diskutiertes, rezeptionsgeschichtlich bedeutsames Grundlagenwerk der orthodoxen Flamencología).
- Manuel Rios Ruiz: Ayer y Hoy del cante flamenco. Ediciones Istmo, Madrid 1997, ISBN 84-7090-311-X (= Fundamentos. Band 133).
- Fernando el de Triana: Arte y artistas flamencos. Madrid 1935; Neuauflage: S.L. Extremaduros Edición, 2010, ISBN 978-84-9862-418-2 (Biographien, Anekdoten und historische Fotos aus dem ersten Viertel des 20. Jahrhunderts).

### Veröffentlichungen in englischer Sprache
- Donn E. Pohren: Lives and Legends of Flamenco: a biographical history. Society of Spanish Studies, Madrid und La Mesa (Kalifornien, USA) 1964.
- Donn E. Pohren: The Art of Flamenco. Bold Strummer, 2005, ISBN 0-933224-02-8 (Erstausgabe:  Morón de la Frontera  1962).

### Zeitschriften
- ANDA, deutsche Flamencozeitschrift (1995–2019).

## Lehrwerke

### Lehrwerke für Flamencogitarre
- Ivor Mairants: The Flamenco Guitar. A complete method for playing flamenco. Latin-American Music Publishing, London 1958.
- Hansjoachim Kaps: Flamenco-Gitarrenschule. Robert Lienau, Berlin 1972.
- Emilio Medina: Metodo de Guitarra flamenca. Ricordi Americana, Buenos Aires 1958 (spanisch)
- Ehrenhard Skiera: Flamenco-Gitarrenschule. Musikverlag Hermann Schmidt, Frankfurt am Main 1973 und Ricordi, München 2009, ISMN 979-0-20424-250-4 (Suche im DNB-Portal).
- Juan Martín: El arte flamenco de la guitarra (Juan Martín’s Guitar-Method). United Music Publishers Ltd, London 1978, ISBN 1-59806-057-0.
- Gerhard Graf-Martinez: Flamenco-Gitarrenschule. 2 Bände. B. Schott’s Söhne, Mainz u. a. 1994 (= Edition Schott. 8253–8254), ISBN 3-7957-5083-0 und ISBN 3-7957-5765-7.
- Bernd Steinmann: Die Flamencogitarre. AMA, Brühl 2000, ISBN 3-932587-61-8.

### Lehrwerke für Flamencotanz
- Adela Rabien: Schule des Flamencotanzes: Ein Arbeitsbuch. Florian Noetzel, Wilhelmshaven 1993, ISBN 3-7959-0630-X.

### Lehrwerke für Flamencogesang
- Curro Cueto: Método de cante y ritmo flamenco (mehrsprachig, Buch mit CD). RGB Arte Visual, Madrid 2003, OCLC 630665766.